# Ligne 128 (Infrabel)
Pour les articles homonymes, voir Ligne 128.
La ligne 128 relie Ciney à Yvoir, en suivant la vallée du Bocq, dans la province de Namur en Belgique.
Si ce n'est Spontin, la plupart des gares sont situées à distance des villages dont elles portent le nom. De nombreuses carrières la bordent toutefois et y furent raccordées.
La ligne est à voie unique, avec des évitements en gare de Spontin, Dorinne-Durnal et Évrehailles-Bauche.

## Historique
La construction de cette ligne fut initialement accordée à la Société nationale des chemins de fer vicinaux.
Cependant, la rentabilité était hasardeuse, et c'est finalement l’État Belge qui procèdera à la construction.
Avant de commencer la construction de la ligne au départ de Ciney, une première complication se fit connaître au lieu-dit de Halloy: une chapelle longeait la voie. Impossible de la contourner ou de creuser. C'est pour cela, qu'un accord fut trouvé avec les autorités régionales et le clergé : démonter la chapelle et la reconstruire à l'identique quelques mètres plus haut à côté de la voie.
- En 1898, la gare de Spontin est reliée à Ciney. Le tronçon Ciney - Braibant est parallèle à la ligne du Luxembourg dont le trafic est déjà fort important.
- 4 ans plus tard, la gare de Dorinne-Durnal, situé entre ces deux villages, est atteinte. Évrehailles l'est à son tour l'année suivante.
- Le percement du tunnel d'Yvoir permet d'inaugurer la jonction vers le village mosan (et la ligne de la compagnie du Nord-Belge) en 1907. La vitesse de référence est limitée à 70 km/h.
- Le trafic voyageur culminera après la Seconde Guerre mondiale à 7 aller-retour par jour, assurés par de petits autorails à deux essieux.
- En 1960, ces autorails ne sont plus rentables, et la desserte est transférée à la route. La ligne est ensuite progressivement fermée au départ de Yvoir et au gré de l'abandon des raccordements. L'assiette n'est toutefois pas déferrée au titre d'infrastructure stratégique, comme maillon d'un contournement ferré de Namur. Un entretien minimal est assuré par l'armée.
- Le premier avril 1961, l'exploitation des trains de cabotage est rationalisée par l'adoption des locotracteurs de la Série 90, directement attachée à la gare de tête de ligne (Ciney), en remplacement des lourdes locomotives à vapeur du Type 29 qui opéraient depuis leur dépôt de Ronet. La ligne reçoit le premier de ces locotracteurs[2].
- Au début des années '80, la SNCB renouvelle le dernier tronçon exploité, entre Ciney et Spontin Sources où une carrière fournit toujours la SNCB en ballast. Une signalisation minimale est entretenue mais en 1983, cette desserte est finalement abandonnée.
- En 1992, le bon état général de cette section incite l'association « Patrimoine Ferroviaire et Touristique » (PFT) à y faire circuler des trains spéciaux. Pour l'association débute de longues démarches afin d'obtenir de la SNCB la droit d'exploiter touristiquement la ligne en propre.
- Le PFT rénove progressivement la ligne en direction d'Yvoir. En 2007, la gare de Purnode est atteinte à l'occasion du centième anniversaire de l'inauguration. Le 12 juin 2015, la section entre Purnode et le passage à niveau d'Evrehailles-Bauche est inaugurée à son tour[3].
- En mai 2022, le PFT obtient finalement de la SNCB l'autorisation d'exploiter la ligne jusqu'à Yvoir[4]. L'autorisation précédente ne couvrait la ligne que jusqu'à Yvoir-Carrières à cause des frais et travaux à engager pour sécuriser le long tunnel potentiellement déstabilisé par les explosifs utilisés dans le cadre de l'exploitation de la carrière le surplombant.

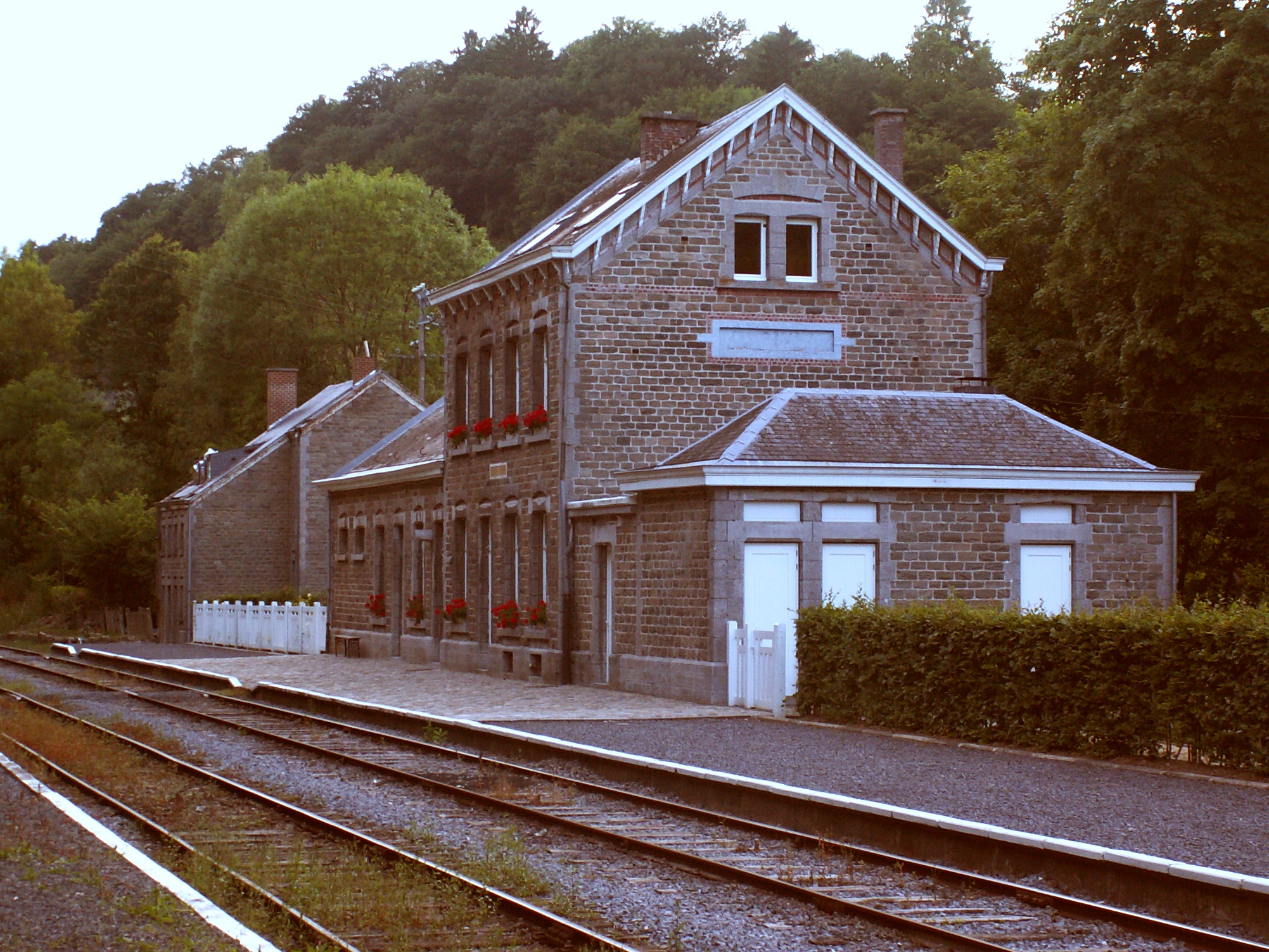
La gare de Dorinne-Durnal a conservé son aspect ferroviaire.
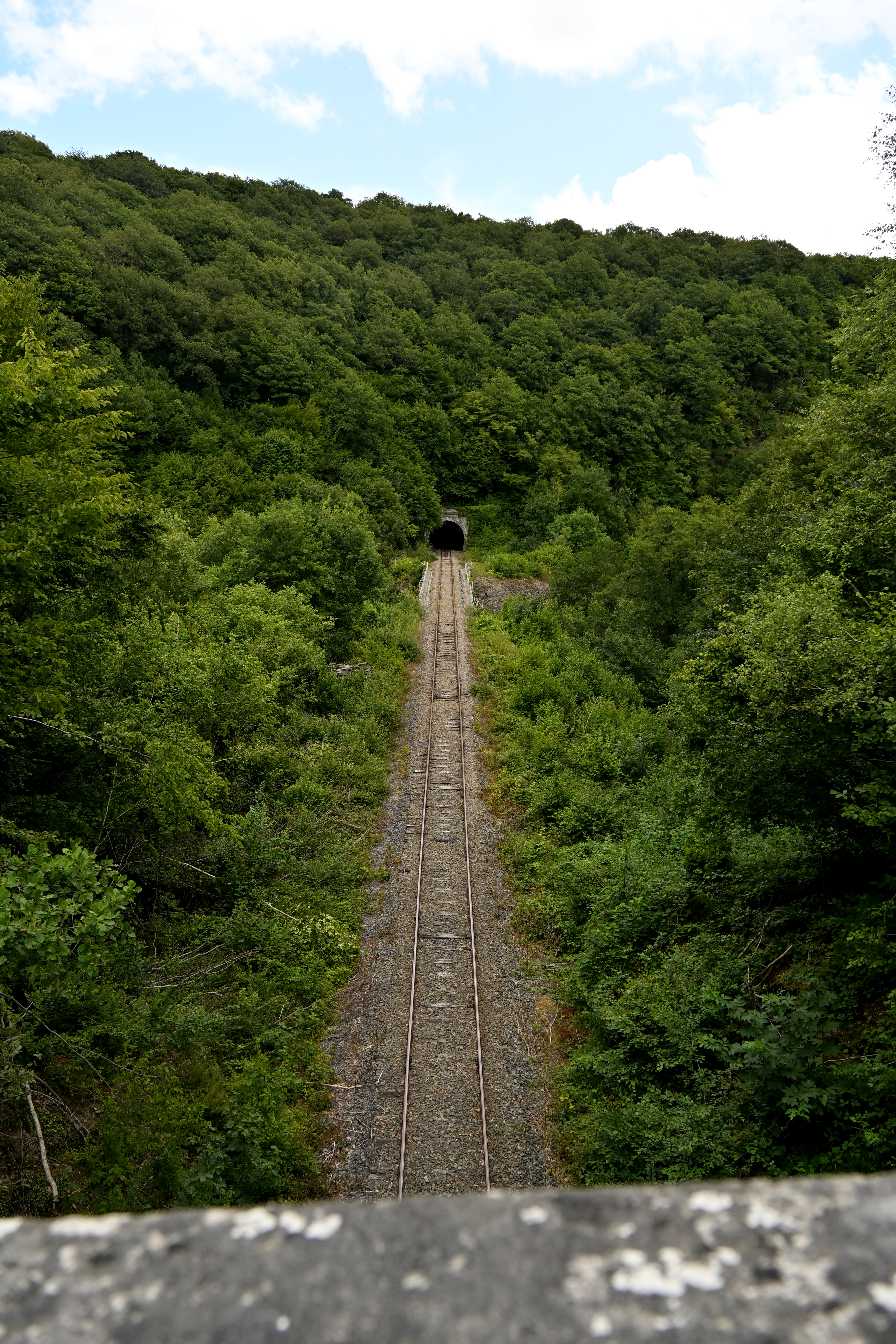
La voie en cours de repose, à proximité de Purnode.
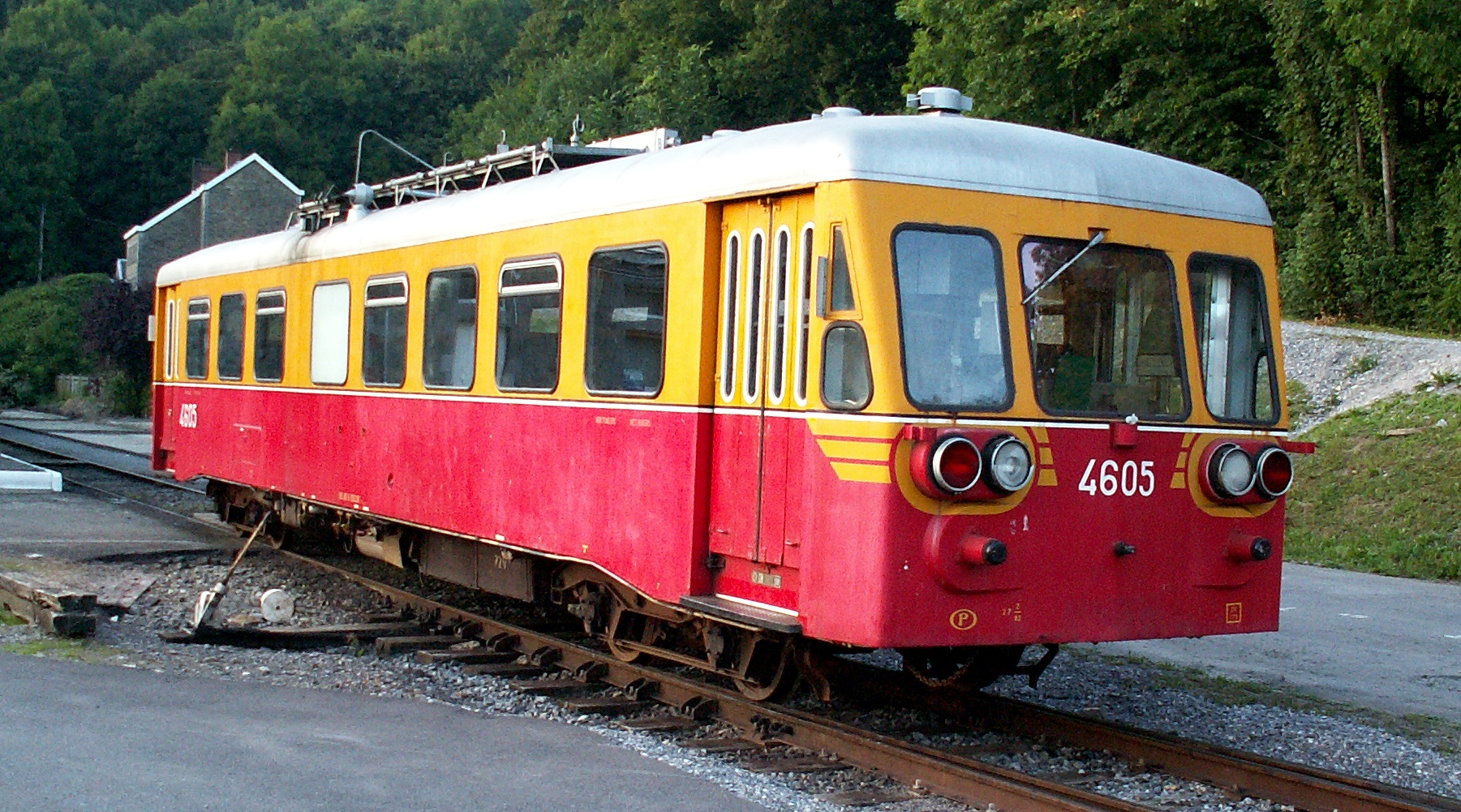
L'autorail 4605 assure le service en 2009.

## Caractéristiques
La ligne est établie à voie unique avec des évitements à Spontin, Dorinne-Durnal et Éverailles-Bauche. En raison de sa vocation purement locale, les ponts et tunnels n'ont pas été prévus pour une deuxième voie et le rayon de courbure maximum autorisé est plus important. La ligne possède également cinq tunnels et trois viaducs à arches en pierre (celui de Senenne et deux à Yvoir). La ligne n'ayant à l'origine aucun passage à niveau sur des routes importantes.

### Ponts et tunnels
Entre Senenne et Yvoir, la ligne du Bocq franchit cette rivière pas moins de 16 fois au moyen de ponts en pierre comportant entre une et trois arches. Il existe également un nombre important de ponts routiers. La section de Dorinne à Purnode est la plus impressionnante avec six ponts sur le Bocq et trois tunnels.
Entre Ciney et Braibant, six ponts sur des voies carrossables et cours d'eau, ainsi qu'une profonde tranchée à travers la roche ont dû être refaits dans les années 1890 pour laisser passer la troisième voie de la ligne 128.
Les tunnels de Spontin (501 m) et d'Yvoir (1 050 m) ont nécessité plusieurs années de chantier, le second était d'ailleurs l'un des plus longs du pays au moment de sa construction.

## Utilisation
Le Chemin de fer du Bocq du PFT est une association qui exploite un service d'autorails touristiques réguliers durant les week-ends d'été (ou sur réservation, à d'autres occasions) et fait également circuler occasionnellement des trains à vapeur (notamment lors d'un week-end de festival qui se déroule à la mi-août.

## Projets futurs
L'objectif de l'association est de réhabiliter et d'exploiter l'entièreté de la ligne, ce qui permettrait une desserte reliant deux gares (Ciney et Yvoir) connectées au réseau SNCB de/vers Namur et Bruxelles et desservies à cadence horaire.